# Guia (Albufeira)
 Guia is een Portugese plaats (freguesia) in de gemeente Albufeira, en telt 3.630 inwoners (2001). In Guia is een van de grootste winkelcentra van de Algarve gevestigd, Algarve Shopping alsmede een groot waterpretpark, Zoomarine. Guia staat ook bekend om de vele piripirirestaurants die er te vinden zijn.
Albufeira · Ferreiras · Guia · Olhos de Água · Paderne